# Paper Moon
Paper Moon is een Amerikaanse komische misdaad-dramafilm uit 1973 onder regie van Peter Bogdanovich. Het verhaal hiervan is gebaseerd op de roman Addie Pray (1971) van Joe David Brown. Actrice Tatum O'Neal won voor haar rol als Addie Loggins de Oscar voor beste vrouwelijke nieuwkomer. Paper Moon was ook genomineerd voor die voor beste aangepaste scenario, beste geluid en beste bijrolspeelster (Madeline Kahn). Daarnaast won de film zeven andere prijzen, waaronder de Golden Globe voor beste vrouwelijke nieuwkomer (O'Neal).

## Verhaal
Een vrouw is overleden en haar tienjarige dochtertje Addie Loggins blijft achter. De oplichter Moses Pray, die heel misschien de vader van het kind zou kunnen zijn, wil niets met het meisje te maken te hebben. Hij wil haar naar haar tante in St. Joseph, Missouri brengen. Het meisje protesteert omdat Moses een deel van haar erfenis gebruikt heeft voor zijn oplichterspraktijk: bijbels verkopen aan weduwen van pas overleden mannen op basis van overlijdensberichten in de krant. Pray is genoodzaakt om haar een tijdje mee te nemen tijdens zijn reizen en zo haar geld terug te verdienen. Hoewel ze elkaar eerst niet kunnen luchten, groeit er na verloop van tijd toch een band tussen de twee.
De titel van de film is ontleend aan het lied It's only a paper moon uit 1932.

## Rolverdeling
| Acteur            | Personage                                            |
| ----------------- | ---------------------------------------------------- |
| Ryan O'Neal       | Moses "Moze" Pray                                    |
| Tatum O'Neal      | Addie Loggins                                        |
| Madeline Kahn     | Trixie Delight                                       |
| John Hillerman    | Hulpsheriff Hardin / Jess Hardin, de dranksmokkelaar |
| P.J. Johnson      | Imogene                                              |
| Jessie Lee Fulton | Miss Ollie                                           |
| Noble Willingham  | Mr. Robertson                                        |
| Randy Quaid       | Leroy                                                |
| Floyd Mahaney     | Beau, Hardins assistent                              |
| Burton Gilliam    | Floyd, de hotelreceptionist                          |
| Dejah Moore       | Verkoopster ($20,-)                                  |
| Rose-Mary Rumbley | Tante Billie                                         |